# BEST OF THE BEST vol.1 -MILD-
『BEST OF THE BEST vol.1 -MILD-』(ベスト オブ ザ ベスト ボリュームワン マイルド)は、2013年7月3日に発売されたGACKTのベストアルバム。

## 解説
- 『BEST OF THE BEST vol.1 -WILD-』と同時リリースされた。なお、GACKTとしては、ベストアルバム2作同時リリースは今回が初となる。
- CDには、アルバム初収録シングル曲4曲、新曲、再レコーディング曲を含む全13曲収録。
- DVDには、新曲である「サクラ、散ル…」と、ライブバージョンの「小悪魔ヘヴン」(『GACKT VISUALIVE ARENA TOUR 2009 Requiem et Reminiscence Ⅱ』で披露されたもの)を含む全7曲のPVが収録された。

## 収録曲

### CD
- 作詞・作曲:GACKT.C(#13は作詞がYOHIOとの共作、#5及び#10は除く)、作詞:藤林聖子(#5、#10)、作曲:Ryo(#5、#10)

1. WHITE LOVERS -幸せなトキ- (5:49)
43rdシングル。アルバム初収録。
2. DISPAR (3:29)
6thアルバム『DIABOLOS』収録。表記が異なり、全て大文字の表記となっている。
3. GHOST (4:03)
29thシングル。
4. 絵夢 〜FOR MY DEAR〜（Re-Recording） (6:17)
1stアルバム『MARS』収録。再録バージョンでの収録となった。表記が異なり、英語の部分が全て大文字の表記となっている。
5. JOURNEY THROUGH THE DECADE (4:34)
30thシングル。アルバム初収録。シングルと表記が異なり、全て大文字の表記となっている。
6. 白露-HAKURO- (4:09)
42ndシングル。カップリングは、『BEST OF THE BEST vol.1 -WILD-』に収録されている。アルバム初収録。
7. LAST SONG 〜UNPLUGGED〜（Re-Recording） (6:44)
16thシングル。ベストアルバム『THE SEVENTH NIGHT 〜UNPLUGGED〜』に収録されていたアコースティックバージョンを再録したバージョンでの収録となった。
8. VANILLA（Re-Recording）(4:07)
2ndシングル。本作に収録されているシングル曲の中で最も古い楽曲。再録バージョンでの収録となった。表記が異なり、全て大文字の表記となっている。
9. 小悪魔ヘヴン (3:48)
31stシングル。
10. GRAFFITI (3:42)
40thシングル。アルバム初収録。
11. キミのためにできること（Re-Recording） (4:13)
8thシングル。再録バージョンでの収録となった。シングルと表記が異なり、「君」の部分が片仮名になっている。
12. MISSING 〜笑顔を見せて〜（Re-Recording） (4:35)
3rdアルバム『MOON』収録。表記が異なり、全て大文字の表記となり、サブタイトル「〜笑顔を見せて〜」が追加されている。
13. サクラ、散ル… (5:11)
新曲。VARTIX CMソング。春夏秋冬を描く4部作の一つ。

### Blu-ray、DVD
1. WHITE LOVERS -幸せなトキ- (MUSIC CLIP)
2. GHOST (MUSIC CLIP)
3. JOURNEY THROUGH THE DECADE (MUSIC CLIP)
4. 白露 -HAKURO- (MUSIC CLIP)
5. 小悪魔ヘヴン (LIVE)
6. GRAFFITI (MUSIC CLIP)
7. サクラ、散ル… (MUSIC CLIP)